# 関口宏のびっくりトーク ハトがでますよ!
『関口宏のびっくりトーク ハトがでますよ!』（せきぐちひろしのびっくりトーク ハトがでますよ）は、1993年4月から1995年9月まで日本テレビ系列局で放送された読売テレビ製作のトーク番組。放送時間は毎週月曜 22:00 - 22:54 (JST。最終回時点。それ以前に終了時刻が異なる時期あり) 。

## 概要
毎回各界から招いたゲストの思い出の写真を取り上げ、それを基にトークをしていた番組で、前番組『ワンダーゾーン』から引き続き関口宏が司会を務めた。スポンサーも前番組と同様に、前半は積水化学グループの単独提供で、後半はP&Gを筆頭とした複数社提供となっていた。
放送開始当初は3人のパネラーを交えながらのトークスタイルで行われていたが、1994年10月に一度番組はリニューアル。パネラー3人に替わって山田邦子を司会に迎え、番組タイトルも『関口・邦子のびっくりトーク ハトがでますよ!』と改められた。1995年7月からはさらに田代まさしとヒロミを加え、以後はゲストの思い出の1曲について語るようになった。同時に番組タイトルも『関口宏のびっくりトーク』に変更されたが、番組は同年9月に終了した。
この番組の終了後、月曜22時枠は木曜21時枠と体裁上枠交換する形で15年ぶりに連続ドラマ枠に戻り、司会の関口は代わって木曜21時枠で放送の『輝け!噂のテンベストSHOW』を担当するようになった。
テレビ大分はNNSで月曜21時から2時間スペシャルを放送した場合、FNSとの編成の関係で月曜21時から放送していたこともある。
2013年9月25日放送のさんまのまんまSPで、関口宏と明石家さんまが直近で共演した最後の番組だったという発言があった。

### 放送時間の変遷
| 放送期間                | 放送時間（JST）            | 備考                                                         |
| ----------------------- | -------------------------- | ------------------------------------------------------------ |
| 1993年04月12日 - 09月   | 月曜 22:00 - 22:52（52分） |                                                              |
| 1993年10月 - 1994年03月 | 月曜 22:00 - 22:54（54分） | 「スポーツアイランド」の放送時間縮小に伴い2分拡大。          |
| 1994年04月 - 09月       | 月曜 22:00 - 22:55（55分） | 「NNNきょうの出来事」のフライングスタート導入に伴い1分拡大。 |
| 1994年10月 - 1995年09月 | 月曜 22:00 - 22:54（54分） | 「NNNきょうの出来事」の拡大に伴い1分短縮。                   |

## ゲスト
- 森祇晶（元西武ライオンズ監督）・野村克也（元ヤクルトスワローズ監督）・天本英世（俳優）・明石家さんま

## 主題歌
- 上々颱風「銀の琴の糸のように」
- Rednex「Cotton Eye Joe」
- 石嶺聡子「LOVE&DREAM」
- festa mode「最後の約束」

## スタッフ
- 総合構成：福岡秀広
- 構成：武田隆
- アートディレクター：綿谷登（読売テレビ）
- 美術：ウッドオフィス
- 照明：プログレッソ
- 映像システム：HIBINO
- 演出：佐藤真紀子
- 総合演出：逵敦史（読売テレビ）
- プロデューサー：中島真弓
- チーフプロデューサー：小谷松和弘（読売テレビ）、弘義行（三桂グランチャイルド）
- 技術協力：八峯テレビ
- 制作協力：三桂グランチャイルド
- 制作著作：読売テレビ

## ネット局
系列は放送終了時のもの。特に記述がない場合は第1期 - 第3期をネットした局。
| 放送対象地域          | 放送局                    | 系列                          | 備考                                                                                     |
| --------------------- | ------------------------- | ----------------------------- | ---------------------------------------------------------------------------------------- |
| 近畿広域圏            | 読売テレビ（ytv）         | 日本テレビ系列                | 制作局                                                                                   |
| 関東広域圏            | 日本テレビ（NTV）         | 日本テレビ系列                |                                                                                          |
| 北海道                | 札幌テレビ（STV）         | 日本テレビ系列                |                                                                                          |
| 青森県                | 青森放送（RAB）           | 日本テレビ系列                |                                                                                          |
| 岩手県                | テレビ岩手（TVI）         | 日本テレビ系列                |                                                                                          |
| 宮城県                | ミヤギテレビ（MMT）       | 日本テレビ系列                |                                                                                          |
| 秋田県                | 秋田放送（ABS）           | 日本テレビ系列                |                                                                                          |
| 山形県                | 山形放送（YBC）           | 日本テレビ系列                |                                                                                          |
| 福島県                | 福島中央テレビ（FCT）     | 日本テレビ系列                |                                                                                          |
| 新潟県                | テレビ新潟（TeNY）        | 日本テレビ系列                |                                                                                          |
| 長野県                | テレビ信州（TSB）         | 日本テレビ系列                |                                                                                          |
| 静岡県                | 静岡第一テレビ（SDT）     | 日本テレビ系列                |                                                                                          |
| 富山県                | 北日本放送（KNB）         | 日本テレビ系列                | [ 2 ]                                                                                    |
| 石川県                | テレビ金沢（KTK）         | 日本テレビ系列                |                                                                                          |
| 中京広域圏            | 中京テレビ（CTV）         | 日本テレビ系列                |                                                                                          |
| 鳥取県 島根県         | 日本海テレビ（NKT）       | 日本テレビ系列                |                                                                                          |
| 広島県                | 広島テレビ（HTV）         | 日本テレビ系列                |                                                                                          |
| 山口県                | 山口放送（KRY）           | 日本テレビ系列                | 1993年10月からネット開始                                                                 |
| 香川県 →香川県 岡山県 | 西日本放送（RNC）         | 日本テレビ系列                |                                                                                          |
| 愛媛県                | 南海放送（RNB）           | 日本テレビ系列                | 1995年4月までは遅れネット（水曜 0:55 - 1:55→日曜 10:30 - 11:25）、以降は同時ネットに変更 |
| 福岡県                | 福岡放送（FBS）           | 日本テレビ系列                |                                                                                          |
| 長崎県                | 長崎国際テレビ（NIB）     | 日本テレビ系列                |                                                                                          |
| 熊本県                | くまもと県民テレビ（KKT） | 日本テレビ系列                |                                                                                          |
| 大分県                | テレビ大分（TOS）         | 日本テレビ系列 フジテレビ系列 | 1993年10月からネット開始                                                                 |
| 鹿児島県              | 鹿児島読売テレビ（KYT）   | 日本テレビ系列                | 1994年4月開局から                                                                        |